# جون إليوت (لاعب كريكت)
جون إليوت (12 فبراير 1942 في المملكة المتحدة - ) (بالإنجليزية: John Elliott)‏ هو لاعب كريكت بريطاني. لعب مع نادي مقاطعة ورسسترشاير للكريكيت ‏.

## وصلات خارجية
- جون إليوت على موقع إي آس بي آن كريك إنفو (الإنجليزية)